# Abrasion (médecine)

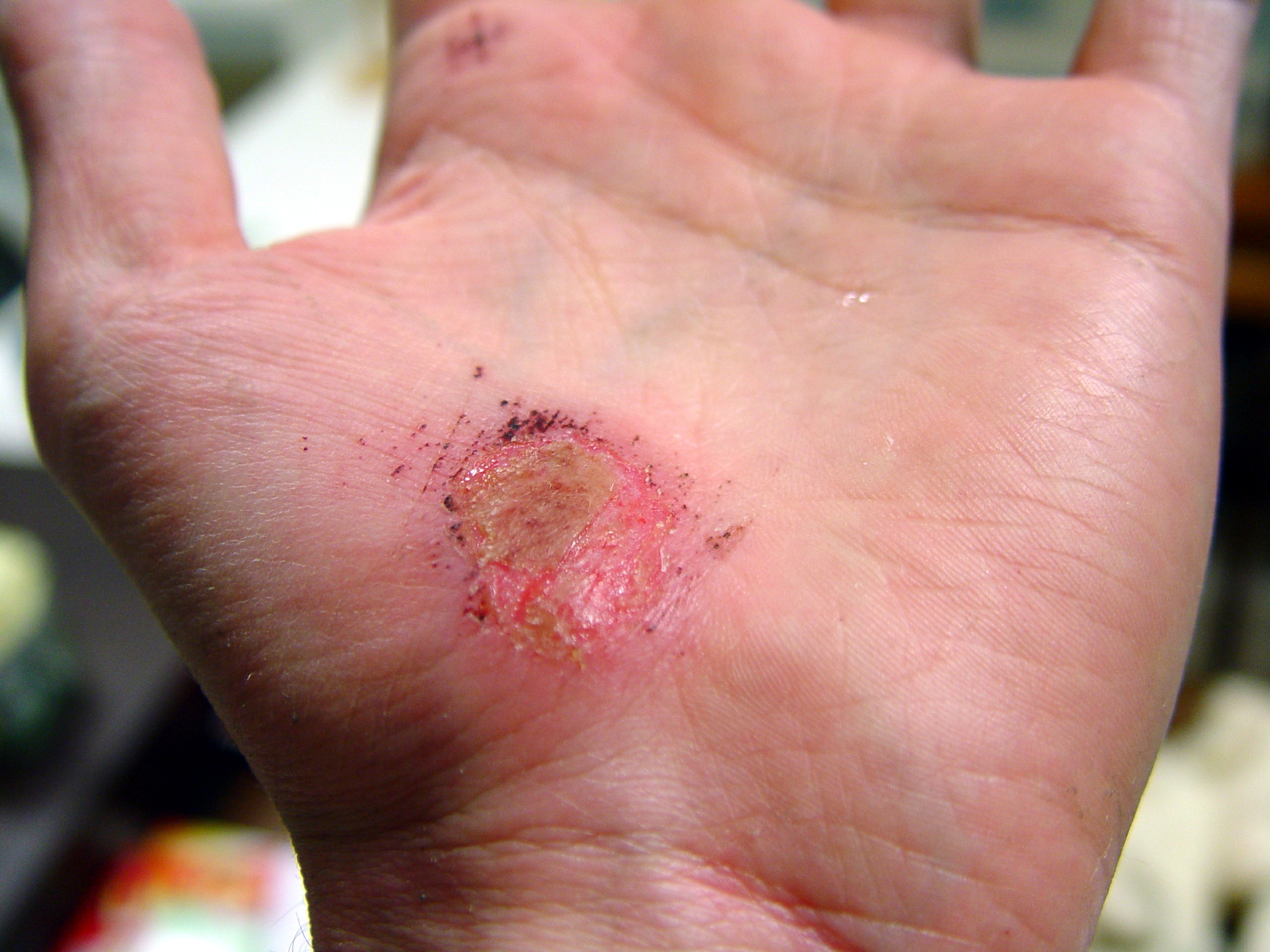
Abrasion cutanée après un accident.

 (novembre 2024).
Si vous disposez d'ouvrages ou d'articles de référence ou si vous connaissez des sites web de qualité traitant du thème abordé ici, merci de compléter l'article en donnant les références utiles à sa vérifiabilité et en les liant à la section « Notes et références ».
Pour les articles homonymes, voir Abrasion.
En médecine, on parle d'abrasion (du latin : abrasio, de abradere, « ôter en grattant, en raclant ») pour l'enlèvement, ablation ou prélèvement par raclage, frottement ou grattement superficiel de certains tissus, saillies, tumeurs ou formations de surface normale ou anormale.

## Abrasion à visée diagnostique ou thérapeutique
- abrasion cutanée : abrasion (lésion) ou dermabrasion ;
le terme abrasion est plutôt usité pour les lésions de cause traumatique (chute, accident...), tandis que celui d'érosion est généralement usité pour les pertes de substance cutanée causées par une maladie...
- abrasion dentaire :
  - ablation du tartre de surface,
  - usure de la couronne dentaire, physiologique,
  - usure de la couronne dentaire, pathologique, traumatique ou thérapeutique (« limage ») ;
- abrasion pleurale : technique chirurgicale utilisée dans le traitement du pneumothorax ;
- abrasion d'une exostose ;
- abrasion d'un tatouage ;
- abrasion utérine : curetage.